# 香典

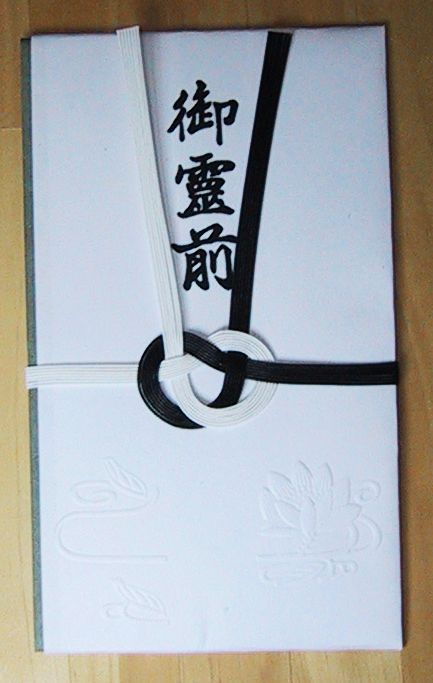
香典袋

香典（こうでん。香奠とも表記）とは、仏式等の葬儀で死者の霊前等に供える金品をいう。香料ともいう。「香」の字が用いられるのは、香・線香の代わりに供えるという意味であり、「奠」とは霊前に供える金品の意味である。通例、香典は、香典袋（不祝儀袋）に入れて葬儀（通夜あるいは告別式）の際に遺族に対して手渡される。

## 香典袋
香典袋は、葬儀の宗教・相手の宗旨宗派に合わせて使い分ける。
仏式の香典袋は、白無地か蓮の花の絵柄が入った包みに、「御霊前」・「御香料」・「御香奠（御香典）」と表書きし、白黒あるいは双銀（銀一色）の結び切りの水引をかける。「御佛前（御仏前）」は、四十九日（七七日忌）以後の法要で用いるのが一般的。葬儀が終わって故人の霊魂が成仏した後は「御佛前」、それまでは「御霊前」との考え方。ただし、浄土真宗の場合、人は死後すぐに仏になるという思想を持つため、香典であっても「御佛前」と書く。また、京都では宗派に限らず「御佛前」とし黄白水引の結び切り（あわじ結び）にする。なお、「典」や「仏」は略字のため、基本的には「奠」や「佛」と書く。
神式では、香を用いないため香典と呼ばない。白無地の包みに、「御霊前」・「玉串料」・「御榊料」と表書きし、白黒あるいは双白（白一色）の結び切り水引や麻緒（あさお）の結び切りをかける。
キリスト教式では、教派によって多少異なるが、白無地の封筒か「御花料」の表書きや白百合・十字架などが印刷された市販の封筒を用いる。水引はかけないもしくは双銀の結び切りにする。カトリックの場合には「御ミサ料（御弥撒料）」と書かれる、という記述が書籍等で見られるが、これは全く誤りで、実際にはカトリックの通夜・葬儀で信者が主に用いるのは決して「御ミサ料」などではなく、プロテスタントなどと同様の「お花料（御花料）」である。カトリックの修道会等では「お花料」の文字が印刷された封筒が販売されているが、「御ミサ料」なる封筒は販売されていない。カトリック信者以外の一般の参列者も「御花料」と書くのが望ましいとされるが、「御霊前」や「御香典」と書いても特に失礼にあたると考えられることはほとんど無い。なお、「御ミサ料」とは本来、遺族が追悼ミサ等を依頼してそのお礼として司祭に謝意を表する際に用いられるものだが、ミサには料金が発生するものではないとの理由から、この場合「ミサ御礼」などの表書きが一般的に用いられている。
キリスト教プロテスタントの福音派では、異教の偶像崇拝と関係があるとみなされるため「御香典」・「御霊前」と書いてはならず、「御花料」と書かれる。「葬儀代」と書く立場もある。
どの宗教によるものか不明な場合は、白無地の包みに、「御花料」「御霊前」と表書きし、白黒あるいは双銀の結び切り水引をかけるのが無難であるとする見解もある。

## 香典の所有権
香典は、被相続人の葬儀に関連する出費に充当する事を主たる目的として、葬儀の主宰者（喪主）になされた贈与の性質を有す金員であって遺産には属さないと解される（東京家裁昭和44年5月10日 判例タイムズ248号311項）
葬儀代は祭祀継承者（喪主）が負担する。一方、葬儀代を差し引いて残った香典は喪主の財産となる。

## 香典返し
現在では、忌明けに遺族が香典返しを送ることも多い。忌明けとは、仏式ならば四十九日の法要後、神式ならば五十日祭を終えた後である。キリスト教では忌中という概念はないが、死後1ヶ月後の昇天（召天）記念日のあとに仏式などに倣って香典返しを送る。
香典返しの金額は、香典の3割から5割であることが多い。一律に同じ物を贈ることもあれば、香典の額に応じて変えることもある。香典返しの品は、食品や消耗品が多いが、茶・コーヒー・菓子・のり・砂糖・タオル・寝具・せっけん・食器など様々である。
香典返しには、仏式ならば「志」「忌明志」と表書きし、白黒あるいは灰色の結び切りの水引をかける。関西地方では、「満中陰志」と表書きし、黄白の水引をかける。「中陰」とは四十九日のことである。神式では「偲草（偲び草・しのび草）」または「志」と表書きし、白黒あるいは双銀の結び切り水引をかける。キリスト教式では、「召天記念」（プロテスタント）・「感謝」・「志」と表書きする。水引はかけない。
香典返しには、会葬御礼と忌明けの報告を兼ねた挨拶状を同梱する。挨拶状には故人の戒名を記すことも多い。仏式の文中に用いられる「七七日忌」「七七忌」とは四十九日のことである。なお、浄土真宗の場合は、四十九日という概念がないため、いわゆる「忌明け」は「三十五日」あるいは「五七日」を以ってなされる場合がみられる。
ただし、北海道では、会葬御礼の挨拶状と、数百円程度の品物が香典の領収書と共に通夜の時に渡され、忌明け時に香典返しを行うことはないことが多い。
その他、伊勢地方では香典返しを「代非時（だいひじ）」といい通夜の会場で渡される。　伊勢地方はお茶の産地でもある事からお茶をもらう事が多い。その他、奈良県の一部の地域や和歌山県では香典返しの手間をはぶくため、その場で半額ないし一部金額が返金される所もある。その返金される金額に、2000円紙幣が使用される場合が多い。

## 香典泥棒
起源は不明だが、香典に金銭を使うようになって以降、葬式で集まった香典を盗む香典泥棒が存在する。香典泥棒が起こる背景として
- 大金が集まりやすい
- 参列者が全員喪服を着用しているため見分けがつきにくい。
- 受付などを葬儀業者や親族、友人に任せる遺族が多いこと

など多数の背景が存在する。
浄土真宗の僧籍を持っている俳優の植木等は主役を演じたニッポン無責任時代において「香典泥棒」という設定が耐えられなかったのか、『香典泥棒に限りなく近い人物』という設定に変更している。

## 香典の意義
香典は古くは「奠」の字を用いるのが一般的であったが、奠とは供え物の意味であり「香典（香奠）」とは、故人に対する供物であると共に、不意の事態に遭遇した故人の家族への支援の意味もある。そのため、古くは農村部を中心に食料を送ってそれを僧侶や葬儀参加者の食事に宛てることが多かった。また、穢れの思想が強かった時代に葬儀に携わる故人の親族が人々と接触して穢れを広めないようにするために故人の家族と親族の食料を予め用意しておくという配慮があったとも言われている。
また、これとは別に葬儀の準備に参加あるいは参列する地域の知人・友人は、穢れと接触するのを最低限にするために地域の宿屋あるいは食堂を借りて食事を摂り、その食料も故人あるいはそれ以外の一般人と別の物を用意してそれは地域の負担として住民で用意した。これを「村香奠」などと称した。後に穢れの観念が希薄となると、親族と友人・知人の食事は一緒に行われ、地域によっては地域全体で葬儀を行うようになった。このため、親族以外の香典も全てが故人の家族に渡されるようになったと考えられている。また、故人との親疎によって香典の料も違い、喪主を務めない故人の実子は米か麦を1俵丸ごと差し出し、更に酒1樽を付ける慣習が広く行われていた。これを「一俵香奠」と呼んだ。
香典が金銭に代わり、食料がその副物として簡単な供物に代わっていくのは、武士階層では室町時代、一般庶民では明治時代以後、一部農村部では戦後に入ってからのことと考えられている。

## 枝義理
枝義理（えだぎり）とは香典を渡す際、喪主とは異なる（葬家外の）親族に対して宛てた香典である。単に枝（えだ）とも呼ばれ、故人の長男が家督を継いでいると仮定した場合、嫁ぎ先へ入った長女・次女等や分家した次男・三男等に対して渡される。家を出た子息に対しても親を亡くしたことに対するお悔やみの気持ちを込めたものである。
地域の結びつきが強かった近世において全国の山村の一部に限定的・散逸的にみられたが（前述「香典の意義」参照）、現在も風習として色濃く残っているのは長野県上伊那郡（上伊那地域）の8市町村（伊那市、駒ヶ根市、辰野町、箕輪町、飯島町、南箕輪村、宮田村、中川村）だけである。
この地域では、故人および喪主とは直接縁のない者が残された子息に対して渡すことが一般的であり、多くの場合、その子息の友人や所属する職場がその子息本人に宛てて香典を渡す。葬家内であっても喪主以外に成人した兄弟姉妹が同居している場合、友人や職場からあえてその兄弟姉妹に宛てて渡される場合も多い。故人の孫にあたる成人者が葬家内いる場合も同様である。また、故人の兄弟姉妹に対して渡す場合もある。
枝義理に対して渡された香典は喪主の財産とはならず、枝に書かれた親族の財産となる。このため香典帳への記載は後で枝書きを付けて明確に区別されたり、あえて記載されず別にまとめられることもある。親族ごとに香典帳をしたためる場合もある。しかし近年ではこの慣習を知らない世代や家族葬の増加もあり、あえて枝義理と区別しない場合も多い。
枝義理の書き方は、香典袋の表の右上隅に「○○様」と宛てる親族の氏名を黒字で書き記す。薄墨や筆字である必要はなく、あくまでも枝が判ればよい。なお、枝義理となる親族への宛て名を記すことを「枝を書く」と呼ぶ。
枝義理に対して渡された香典の返礼（香典返し）は、枝義理に書かれた者が行うのが慣例であるが、事前に喪主（葬家）と枝義理となる者とで取り決めをする場合もある。